# Homalomena cristata
Homalomena cristata är en kallaväxtart som beskrevs av Cornelis Rugier Willem Karel van Alderwerelt van Rosenburgh. Homalomena cristata ingår i släktet Homalomena och familjen kallaväxter.
Artens utbredningsområde är Sumatera. Inga underarter finns listade.